# Ценевский, Мариан
Мариан Ценевский (пол. Marian Cieniewski; 6 декабря 1903 года, Варшава, Российская империя — 1944 год, Варшава, нацистская Германия) — польский борец классического стиля, участник Олимпийских игр, знаменосец польской делегации на церемонии открытия Олимпийских игр.
Родился в Варшаве в семье рабочего. Отец играл в футбол за местные клубы. В детстве остался сиротой. В 1919 году добровольно вступил в Войско Польское. Участник советско-польской войны. Во время боёв заболел туберкулёзом. В 1921 году уволился из армии и вернулся в Варшаву. После получения неполного аттестата зрелости устроился работать контролёром в варшавском трамвае.
Занимался борьбой в классическом стиле. Был членом Польского Атлетического Товарищества Варшавы. После закрытия этого клуба в декабре 1929, перешёл в варшавскую «Легию». В 1926, 1927 и 1928 годах был чемпионом Польши в тяжёлом весе. На чемпионате Европы 1927 года в Будапеште занял 4 место. Был в составе польской делегации на Олимпийские игры 1928 года в Амстердаме, где был знаменосцем на церемонии открытия игр. На самих играх не выступил по причине травмы ноги. В 1933 году закончил спортивную карьеру.
После окончания карьеры был активистом спортивного движения в Польше. В 1938 году был в числе основателей спортивного рабочего общества «Сирена». Во время немецкой оккупации оставался в Варшаве. Умер в 1944 году из-за осложнения туберкулёза.